# كارومات
كاروماما (أ) أو كارومات أو كاروماعت، هي ملكة مصرية قديمة غير حاكمة أو زوجة ملك عاشت في عهد الأسرة الثانية والعشرين، وهي زوجة الملك ششنق الأول وأم الملك أوسركون الأول.

## التعرف عليها
الملكة كارومات معروفة فقط من لوحة باسنحور - أو حورباسن في قراءات قديمة للاسم - القائد العسكري والكاهن الأعظم للإله حرشف في مدينة إهناسيا أثناء حكم الملك ششنق الرابع والموجودة حالياً في متحف اللوفر، وهي الخاصة بالعجل حابي (أبيس كما سماه الإغريق) وتذكر أسلاف باسنحور.